# Beerenburg
Le Beerenburg est une boisson spiritueuse à base de genièvre. Le degré d'alcool est d'environ 30 % en volume.

## Origine et histoire
Le Beerenburg est aujourd'hui considéré comme une spécialité de Frise occidentale, bien que le Beerenburg original ait été préparé à partir du milieu du XVIIe siècle selon une recette secrète de Hendrik Beerenburg, un marchand d'herbes aromatiques d'Amsterdam,.

## Règlementation européenne
L'Union européenne réserve l'usage des termes Berenburg ou Beerenburg aux boissons spiritueuses qui répondent aux exigences suivantes : 
- une élaboration à l'aide d'alcool éthylique d'origine agricole;

- une production par la macération de fruits, de plantes ou de parties de fruits ou de plantes;

- la présence comme arôme spécifique à la fois de distillat de racines de gentiane (Gentiane lutea L.), de baies de genévrier (Juniperus communis L.) et de feuilles de laurier (Laurus nobilis L.);

- une couleur qui varie du brun clair au brun foncé;

- la possibilité d'être édulcorée jusqu'à une teneur maximale en produits édulcorants, exprimée en sucre inverti, de 20 grammes par litre;

- un titre alcoométrique volumique minimal de 30 %;

- la nécessité d'être aromatisée qu'avec des préparations aromatisantes et des substances aromatisantes naturelles.

Les noms Berenburg (avec un e) et Beerenburger sont utilisés par certaines marques avec une recette différente.